# Derradji Bendjaballah
Derradji Bendjaballah (en arabe : دراجي بن جابالله) est un footballeur international algérien né le 23 novembre 1959 à Sétif. Il évoluait au poste d'avant centre.

## Biographie

### En club
Derradji Bendjaballah évolue en première division algérienne avec son club formateur l'ES Sétif ou il a remporté de nombreux titres avec lui.

### En équipe nationale
Derradji Bendjaballah reçoit trois sélections en équipe d'Algérie,
Derradji Bendjaballah participe avec l'équipe d'Algérie U20 à la Coupe du monde des moins de 20 ans 1979 au Japon.

## Palmarès

### En club
ES Sétif
| - Championnat d'Algérie (1) : - Champion : 1986-87. - Coupe d'Algérie (2) : - Vainqueur : 1979-80 et 1988-89. |  | - Ligue des champions de la CAF (1) : - Vainqueur : 1988. - Coupe afro-asiatique des clubs (1) : - Vainqueur : 1989. |

### En Sélection
- Coupe d'Afrique des nations junior (1) :
  - Vainqueur : 1979

### Distinction personnelle
- International algérien de 1978 à 1990

- Participation à la Coupe du Monde Juniors (U20) de 1979
- Participation à 2 Coupes d'Afrique des Nations Juniors (U20) (1978, 1979)